# Tradescantia humilis
Tradescantia humilis là một loài thực vật có hoa trong họ Commelinaceae. Loài này được Rose miêu tả khoa học đầu tiên năm 1899.